# Fraipontita
La fraipontita es un mineral de la clase de los filosilicatos, y dentro de esta pertenece al llamado grupo de la serpentina-caolinita. Fue descubierta en 1927 en Verviers, en la provincia de Lieja (Bélgica), nombrada en honor de los geólogos y paleontólogos Julien Fraipon y Charles Fraipon. Un sinónimo poco usado es el de zinalcita (por su contenido en cinc).

## Características
Es un aluminosilicato de cinc y aluminio con capas de caolinita.
Además de los elementos de su fórmula, suele llevar como impurezas: hierro, cobre, magnesio, calcio y potasio.
El hábito es costras de cristales en una matriz, a veces fibrosa; a veces en una matriz de granos finos translúcidos que le dan una apariencia de porcelana china rota en trozos.

## Formación y yacimientos
Suele formarse y aparecer como producto de la alteración secundaria de la smithsonita, encontrándose en el mismo tipo de rocas que esta.
Suele encontrarse asociado a otros minerales como: smithsonita, gebhardita, willemita, cerusita o sauconita.